# Heteromesus wolffi
Heteromesus wolffi är en kräftdjursart som beskrevs av Chardy 1974. Heteromesus wolffi ingår i släktet Heteromesus och familjen Ischnomesidae. Inga underarter finns listade i Catalogue of Life.